# Осенние свадьбы
«Осенние свадьбы» — советский чёрно-белый широкоэкранный художественный фильм 1967 года, снятый режиссёром Борисом Яшином в жанре мелодрамы на киностудии «Мосфильм» по сценарию Виктора Говяды.
Премьера фильма состоялась 19 августа 1968 года.

## Сюжет
Наташа после окончания школы влюбляется в тракториста Михаила Найду. Однако их счастье обрывается, когда Миша погибает во время работы на поле от взрыва оставшейся со времён войны мины. Наташа беспокоится о фамилии и отчестве своего ребёнка и ходит по инстанциям, пытаясь уговорить чиновников, чтобы её расписали с погибшим женихом, однако со временем понимает, что главное — это её собственное счастье и будущее ребёнка.

## В ролях
- Валентина Теличкина — Наташа
- Владимир Сафронов — Михаил Найда
- Константин Сорокин — дядя Миша, счетовод-бухгалтер
- Станислав Бородокин — Юра
- Евгений Перов — председатель колхоза
- Инна Кондратьева — Ольга Павловна, сотрудница «Дворца счастья»
- Екатерина Градова — Маринка

В эпизодах:
- Зинаида Адамович — мать Наташи
- Вера Енютина — мать Михаила
- Дмитрий Числов — отец Михаила
- Сергей Барабанщиков — жених Маринки
- Пётр Любешкин — младший сержант милиции
- Валентина Молдованова — Инна, дочь Ольги Павловны
- Андрей Платов — брат Миши
- Юра Елисеев — Миша, сын Наташи и Миши
- Наталия Дугина — невеста Юры
- Валерий Куприянов — строитель
- Ася Свистунова
- Александр Шишкин

## Съёмочная группа
- Автор сценария: Виктор Говяда
- Режиссёр-постановщик: Борис Яшин
- Главный оператор: Александр Дубинский
- Художник-постановщик: Леонид Платов
- Композитор: Борис Чайковский
- Звукооператор: Инна Зеленцова
- Режиссёр: Л. Авербах
- Художники по костюмам: Л. Рахлина, Л. Савинкова
- Монтажёр: Людмила Елян
- Ассистент режиссёра: Т. Козлова
- Ассистент оператора: Л. Андрианов
- Комбинированные съёмки:
  - Оператор: Григорий Зайцев
  - Художник: Михаил Семёнов
- Автор текста песни: Игорь Шаферан
- Редактор: Израиль Цизин
- Директор картины: Дмитрий Залбштейн

## Фестивали
Режиссёру Борису Яшину был присвоен приз «Бронзовый Леопард» «за лучшую работу молодого режиссёра, за искренность, с которой авторы воплотили на экране простую трогательную историю» на XXI Международном кинофестивале в Локарно, Швейцария (1968).